# Maurice Gendron
Pour les articles homonymes, voir Gendron.
Maurice Gendron, né le 26 décembre 1920 à Grez-sur-Loing et mort le 20 août 1990 dans la même commune, est un violoncelliste français.

## Biographie
Maurice Gendron nait dans une famille modeste, d'une mère violoniste dans l'orchestre d'un théâtre et d'un père qui les abandonna tôt. Maurice reçoit ses premières leçons de violon à quatre ans, mais sans en retirer grand plaisir. Il passe dès cinq ans au violoncelle et en retire une bien plus grande satisfaction.
Son premier professeur, Stéphane Odero, l'emmène à dix ans écouter Emanuel Feuermann ; il en est ému aux larmes. Il rencontre son idole, prend des leçons quand cela est possible, mais il ne peut se permettre d'aller à Vienne, Zurich ou New York. Il obtient son premier prix du conservatoire de Nice à 14 ans, en 1934, et trois ans plus tard part étudier au conservatoire de Paris avec Gérard Hekking.
Sa santé fragile le fait réformer pour la Seconde Guerre mondiale. Refusant de jouer pour les Allemands, il s'engage dans la résistance. Après la guerre, il fait ses débuts à Londres au Wigmore Hall le 2 décembre 1945, accompagné par Benjamin Britten dans des sonates de Gabriel Fauré et Claude Debussy.
En décembre 1945, il crée en Europe le premier concerto pour violoncelle de Sergueï Prokofiev avec le London Philharmonic sous la direction de Walter Susskind, et en garde pendant trois ans l'exclusivité. Plus tard, Gendron s'en souviendra en plaisantant : « C'est ainsi que j'ai commencé ma carrière : personne ne voulait entendre Maurice Gendron, mais tout le monde voulait entendre Prokofiev ! ».
Son amitié avec Britten sera l'occasion d'une douloureuse désillusion : le compositeur abandonne un projet qu'il dédiait à Gendron après avoir trouvé en Mstislav Rostropovitch son âme sœur.
Pour ses débuts à New York, il choisit un hommage à Emanuel Feuermann, décédé durant la guerre, et interprète le concerto de Dvořák, et celui en ré majeur de Haydn.
Il forme un trio avec Yehudi Menuhin et Hephzibah Menuhin qui durera 25 ans.
En 1961, il tourne un documentaire Maurice Gendron, La Métamorphose du violoncelle réalisé par Dominique Delouche, sélectionné au festival de Berlin 1964.
En 1970, il devient professeur au conservatoire de Paris.
Il est alors victime d'un grave accident de voiture qui meurtrit son épaule, mais en 1985 il est de retour à Londres pour un concert commémorant le quarantième anniversaire de ses débuts.
Il meurt le 20 août 1990 à Grez-sur-Loing, à l'âge de 69 ans.
Il est le père du comédien François-Éric Gendron.